# Homoneura flavofemorata
Homoneura flavofemorata är en tvåvingeart som beskrevs av Malloch 1927. Homoneura flavofemorata ingår i släktet Homoneura och familjen lövflugor. Inga underarter finns listade i Catalogue of Life.